# Открытый чемпионат Чэнду по теннису
Открытый чемпионат Чэнду по теннису среди мужчин (англ. Chengdu Open) — мужской международный профессиональный теннисный турнир, проходящий в Чэнду (Китай) на открытых хардовых кортах в конце сентября. Турнир относится к категории ATP 250 с призовым фондом в размере около 1,3 миллионов долларов и турнирной сеткой, рассчитанной на 28 участников в одиночном разряде и 16 пар.

## Общая информация
Турнир появился в календаре ATP-тура в 2016 году и стал предварять более крупные теннисные соревнования в Китае: в Пекине и Шанхае.
Победители и финалисты
Первый розыгрыш завершился победой российского теннисиста Карена Хачанова в одиночном и Равена Класена / Раджива Рама в парном разряде.

## Финалы турнира
| Год       | Победитель                            | Финалист                              | Счёт                                  |
| --------- | ------------------------------------- | ------------------------------------- | ------------------------------------- |
| 2024      | Шан Цзюньчэн                          | Лоренцо Музетти                       | 7-6(4) 6-1                            |
| 2023      | Александр Зверев                      | Роман Сафиуллин                       | 6-7(2) 7-6(5) 6-3                     |
| 2020—2022 | Не проводился из-за пандемии COVID-19 | Не проводился из-за пандемии COVID-19 | Не проводился из-за пандемии COVID-19 |
| 2019      | Пабло Карреньо Буста                  | Александр Бублик                      | 6-7(5) 6-4 7-6(3)                     |
| 2018      | Бернард Томич                         | Фабио Фоньини                         | 6-1 3-6 7-6(7)                        |
| 2017      | Денис Истомин                         | Маркос Багдатис                       | 3-2 — отказ                           |
| 2016      | Карен Хачанов                         | Альберт Рамос Виньолас                | 6-7(4) 7-6(3) 6-3                     |

| Год       | Победители                            | Финалисты                               | Счёт                                  |
| --------- | ------------------------------------- | --------------------------------------- | ------------------------------------- |
| 2024      | Садио Думбия (2) Фабьен Ребуль (2)    | Юки Бхамбри Альбано Оливетти            | 6-4 4-6 [10-4]                        |
| 2023      | Садио Думбия Фабьен Ребуль            | Франсишку Кабрал Рафаэл Матос           | 4-6 7-5 [10-7]                        |
| 2020—2022 | Не проводился из-за пандемии COVID-19 | Не проводился из-за пандемии COVID-19   | Не проводился из-за пандемии COVID-19 |
| 2019      | Душан Лайович Никола Чачич            | Фабрис Мартен Йонатан Эрлих             | 7-6(9) 3-6 [10-3]                     |
| 2018      | Иван Додиг Мате Павич                 | Остин Крайчек Дживан Недунчежиян        | 6-2 6-4                               |
| 2017      | Айсам-уль-Хак Куреши Йонатан Эрлих    | Маркус Даниэлл Марсело Демолинер        | 6-3 7-6(3)                            |
| 2016      | Равен Класен Раджив Рам               | Пабло Карреньо Буста Мариуш Фирстенберг | 7-6(2) 7-5                            |